# آنا ماريا روس
آنا ماريا روس (بالسويدية: Anna Maria Roos)‏ (9 أبريل 1862 في السويد - 23 أبريل 1938، مومباي في الهند)؛ كاتِبة، مؤلِّفة أغانٍ وشاعرة سويدية.

## روابط خارجية
- آنا ماريا روس على موقع ميوزك برينز (الإنجليزية)
- آنا ماريا روس على موقع ديسكوغز (الإنجليزية)